# Curacoa (Vulkan)
Der Curacoa ist ein submariner Vulkan am nördlichen Ende des Tofua-Inselbogens, der zu den nördlichen Tonga-Inseln gehört.
Der Vulkan wurde erstmals 1973 bei einem Ausbruch bemerkt. Explosive Eruptionen wurden von der 27 km südsüdwestlich gelegenen Insel Tafahi aus beobachtet und riefen weit ausgedehnte dazitische Bimssteinflöße hervor. Der Ort der Eruption lag etwa 6,5 km südwestlich des Curacoa-Riffs. Offenkundig befinden sich mehrere unterseeische Schlote in dieser Gegend. Die Bimssteinflöße bedeckten eine Fläche von mehr als 100 km² und wurden zwei Wochen nach Beginn der Eruption etwa 200 km weiter westlich von Schiffen angetroffen.
Eine zweite Eruption wurde 1979 etwa 13 km nördlich von Tafahi beobachtet. Dabei stieg dicker schwarzer Rauch bis auf eine Höhe von etwa 100 m auf. Etwa gleichzeitig war im ca. 25 km entfernten Niuatoputapu ein schwaches Erdbeben zu spüren.